# フランス社会党 (SFIO)
フランス社会党（フランスしゃかいとう、仏: Parti Socialiste Français）は、1905年に結成され1969年まで存続したフランスの社会主義政党である。正式な党名は労働インターナショナル・フランス支部（ろうどうインターナショナル・フランスしぶ、仏：Section Française de l'Internationale Ouvrière, 略称：SFIO）。

## 概要
1969年結党の現在のフランス社会党（PS）（正式名称は単に「社会党」（仏:Parti Socialiste））の直接の前身であり、現・社会党と区別する際には「旧社会党」もしくはSFIOの略称で呼ばれる。また「フランス社会党」は通称であり、正式な名称は「労働インターナショナル・フランス支部」（この略称がSFIO）である。さらにそれぞれ「社会党」を名乗る2つの社会主義政党が統一して結党されたという事情から、旧来の2政党と区別して（特に1920年における共産党分裂の時期までについて）「統一社会党」（仏:Parti Socialiste Unifié）と称する場合もある。

## 歴史

### 前史：社会党の源流

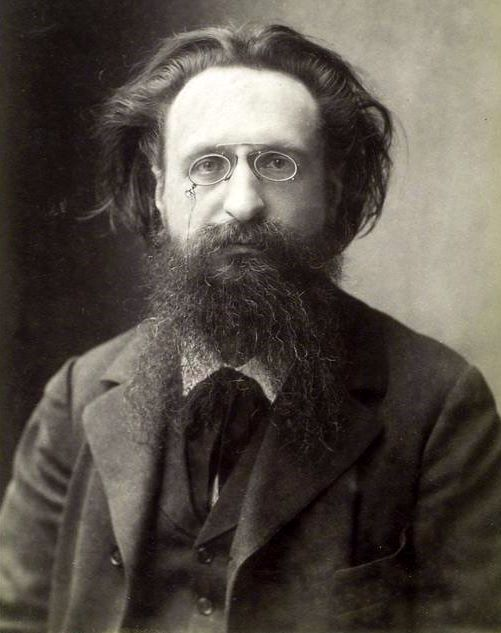
ジュール・ゲード / SFIO初期の左派指導者。フランスの参戦に協力する姿勢をとった。

フランスにおける社会主義政党の歴史は第三共和政が樹立された19世紀後半にまで遡る。1880年、ジュール・ゲードらによって労働党（POF）が結成されたのを嚆矢として、ポール・ブルス（Paul Brousse）らによる「フランス社会主義労働者連盟」（FTSF / 1882年）、ジャン・アルマーヌ（Jean Allemane）らによる「革命的社会主義労働党」（POSR / 1890年）、エドゥアール・ヴァイヤン（Édouard Vaillant）らによる「革命的社会党」（PSR / 1898年）などが次々と結成された。これに加えてジャン・ジョレスらの下院議員が独立派（無所属系）社会主義者（SI / Socialistes Indépendants）として活動しており、社会主義者は大まかに以上の5潮流に分かれて対立・抗争していた。このことは一方で労働総同盟（1895年結成）を中心とする労働運動の政党離れと、労働運動におけるアナキストおよびサンディカリストの影響力拡大という結果を生んだ。
1896年には社会主義者系の国会議員団により共同綱領（サン＝マンデ綱領）が作成され、1898年には社会主義相互協力委員会が結成され、社会主義者の大同団結の機運が高まった。しかしここで彼らは無所属の社会主義者アレクサンドル・ミルランの入閣問題に直面する。すなわちミルランは1899年、保守派のワルデック＝ルソー内閣に商相として入閣したが、これを支持するか否かをめぐってフランスの社会主義者は完全に二分されたのである。POFおよびPSRが入閣に反対したのに対し、FTSF・POSR・独立派は入閣を支持して両者は激しく対立、このため入閣反対派は1901年ゲードを中心にフランス国社会党（PSDF）として、入閣支持派は翌1902年ジョレスを中心にフランス社会党（PSF）として統合された。

### 初期：結党と戦争協力

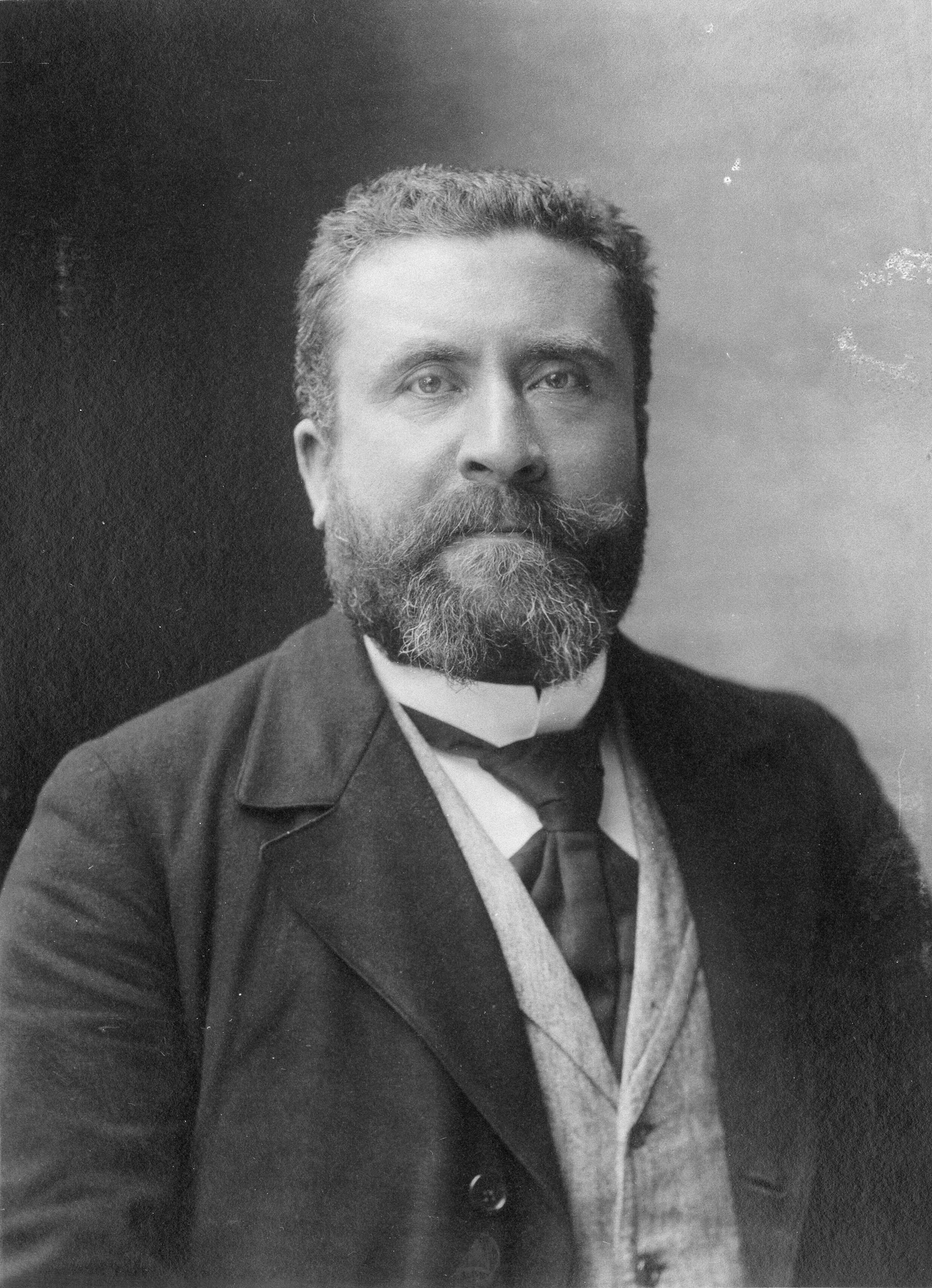
ジャン・ジョレス / SFIO創立初期の指導者。穏健な社会主義者であると同時に熱烈な反戦派であった。

PSDF・PSFの2党が加盟する第二インターナショナル（労働者インターナショナル）のアムステルダム大会（1904年）は、闘争の効果を上げるため一つの党にまとまることが望ましいと決議（アムステルダム動議）し、ジョレスもこの動議にしたがって、両派の対立の原因となっていた社会主義者による閣内・閣外でのブルジョワ政権への協力を否定する声明をおこなった。これにより2党は翌1905年合同し第二インターナショナル・フランス支部としてのフランス社会党（SFIO）が成立、前年1904年にジョレスによって創刊された『リュマニテ』は党の機関紙となった。
SFIOはマルクス主義の原則を受け入れて改良の党ではなく「階級闘争および革命の党」であることを宣言し、多数派となったゲード派が優位を占めたように見えたが、実際に主導権を握ったのは改良主義路線を採るジョレス派であった。1908年のトゥールーズ党大会では「革命か改良か」をテーマに激しい論戦が交わされ、左のゲード派やヴァイヤン派、革命的サンディカリストたちに配慮し、「プロレタリア解放のための権力掌握」「ゼネストにおける武装」「反乱に頼る権利」などを確認すると同時に、改良と組合運動・議会闘争など合法運動の重要性を謳い、以後ジョレスの改良路線が党内で定着していった。しかし革命的サンディカリストに支配される労働運動との関係は改善されず、SFIOはより広範な市民層の間で支持を拡大し、第一次世界大戦直前には下院に100名に及ぶ議席を有する大政党となった。
また当時迫りつつあった世界戦争の危機に際してジョレスは、戦争は資本主義にその根源を求められるが、プロレタリアートの力によって防止することが可能であると考え、それを第二インターナショナルの運動の力によって実現しようとした。1907年の第二インター・シュトゥットガルト大会では彼によって反戦の動議が提出され、満場一致で可決された。しかしこの問題についてもSFIO内部では微妙な温度差があり、ゲードなどの左派は国際主義を掲げつつも、戦争が資本主義の問題である以上、戦争よりも資本主義に対する闘いを重視すべきであると主張した。開戦直前の1914年7月14日、ジョレスはヴァイヤンとともにSFIO全国大会で戦争阻止のための労働者の国際的ゼネストを行う動議を提出して可決されたが、その直後の7月31日、国家主義者に狙撃され死去した。これにより党は一気に戦争協力へと傾き、8月3日のフランスによる対ドイツ宣戦布告とともに、SFIO議員団は一致して戦時予算・戒厳令などに賛成して戦争協力のための神聖同盟に参加、同月末ゲードら党幹部も戦時内閣に入閣した。

### 中期：党の分裂と人民戦線政権

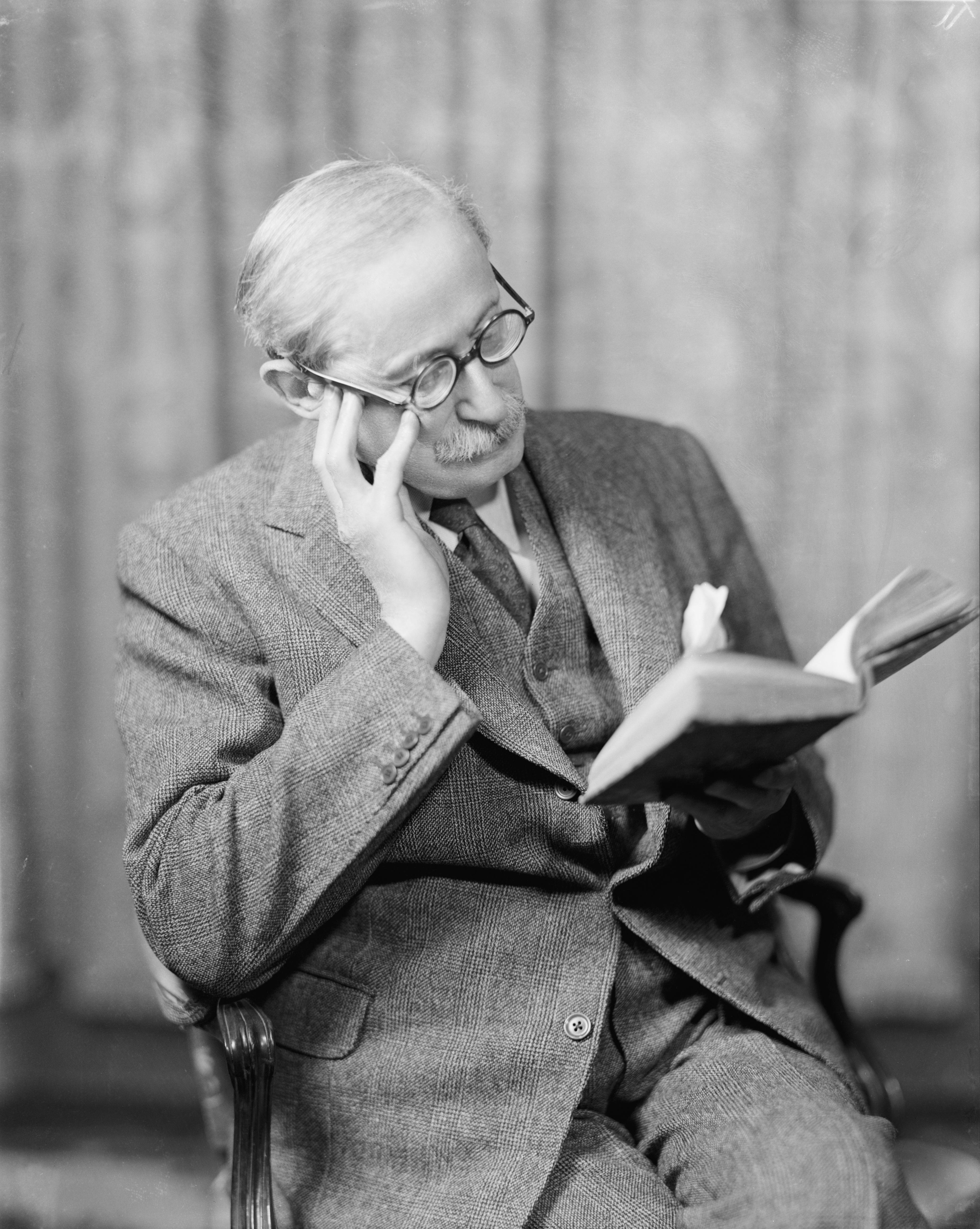
レオン・ブルム / 1920年の共産党分裂後の党勢の復活に尽力し、その後人民戦線政権の首班となった中期のSFIO指導者。

大戦末期になると戦争協力に対する党内外からの批判が強くなり、またロシア革命による社会主義国家樹立も影響して1918年には反戦少数派のフロッサール（Ludovic-Oscar Frossard）が書記長に選ばれた。さらに社会主義の脅威を煽るクレマンソーの戦術により大戦終結後の1919年総選挙SFIOは大敗、下院の議席を68に激減させた。これらの結果、党内ではコミンテルン（共産主義インターナショナル）を支持する左派が力を拡大し、翌1920年12月のトゥール党大会において、同年のコミンテルン第2回大会に参加したフロッサールおよびマルセル・カシャン（Marcel Cachin）が主導権を掌握してコミンテルンへの加盟を決議、党名を「共産主義インターナショナル・フランス支部」（フランス共産党 / SFIC、Section Française de l'Internationale Communiste）と改称した（同時に機関紙『リュマニテ』編集部も共産主義者によって掌握されたため、以降同紙はフランス共産党機関紙となった）。このときジョレスの伝統を継承しコミンテルンへの加盟に反対したレオン・ブルム、ポール・フォール（Paul Faure）ら少数派の社会民主主義者はSFIOの名称を維持し社会党の組織を守ったが、分裂の結果党員は20,000に激減した。
しかし、それ以後の共産党の伸び悩みに比してSFIOは党勢を次第に回復し、1932年には党員137,000、下院議席129を有する大政党になった。SFIOは当初は共産党と対立しつつ、急進社会党の政権に閣外から協力することもあった一方で、ゲード派を継承する極左派やナチスの影響を受けたマルセル・デア（Marcel Déat）らの「ネオソシアリスト」（Neosocialist）を排除しつつ、中道の立場を守った。その後、共産党が社会ファシズム論（社民派主敵論）を捨ててSFIOとの協調に転じたため、1934年、労働総同盟の呼びかけによる統一デモをきっかけに社共両党の統一戦線が成立、さらに急進社会党をも巻きこむ人民戦線運動が展開された。1936年4月〜5月の総選挙でSFIOは第一党（149議席、人民戦線派は386議席）となり、党首ブルムを首班とする人民戦線内閣が樹立され、ニューディール的な「購買力理論」に基づく銀行国有化政策などの恐慌対策を進めたが、スペイン内戦への対応などをめぐる政権内部の対立を背景に翌1937年6月に崩壊した。1940年夏のナチス・ドイツへの敗北で党は再び分裂したが、それはペタン元帥によるヴィシー政府樹立への対応をめぐるものであり、フォールらSFIO所属国会議員の多数がペタンへの全権委任に賛成票を投じたのに対し、37名の少数派議員は反対投票を行い、対独抵抗を主張していたブルムはヴィシー政府に逮捕された。そしてドイツによる占領中、多くの党員は自由フランスなどのレジスタンス運動に参加し多大な貢献をなした。

### 後期：第四共和政・ドゴール体制のもとで

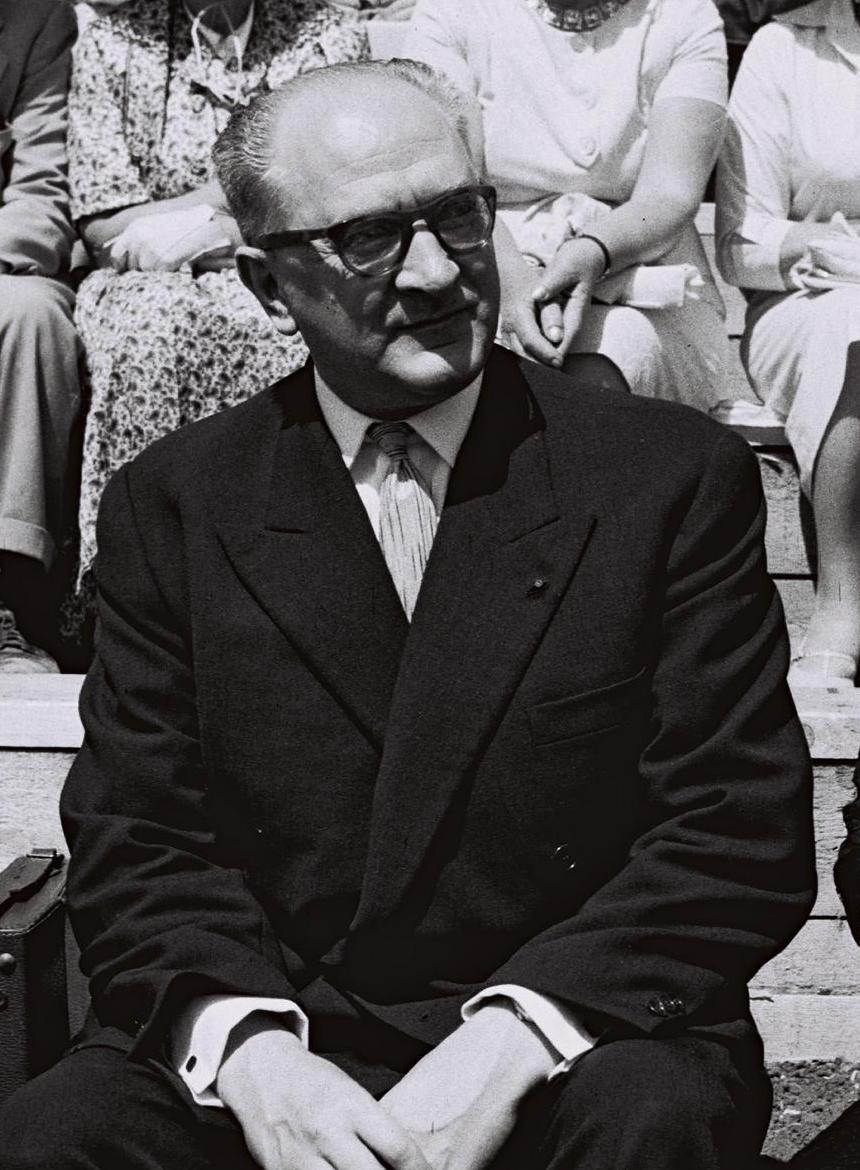
ギー・モレ / 第四共和政・ドゴール体制期のSFIOを指導。

ナチス・ドイツからの解放後、SFIOは1945年10月にに行われた総選挙でフランス共産党に1議席差をつけられて第二党となるが、第三党の人民共和運動（MRP / Mouvement Républicain Populaire）とともにフランス共和国臨時政府で3党による連立政権を実現するとともに第四共和国憲法の制定に大きな役割を果たした。しかし第四共和政樹立後の1947年に発足したSFIOのラマディエ政権はゼネストをめぐって共産党と対立し同党の閣僚を罷免、続いて大学問題をめぐってMRPとも決裂したため、3党体制は崩壊しラマディエ政権は同年のうちに倒閣に追い込まれた。
その後SFIOは急進党・民主社会主義抗戦同盟（UDSR / Union Ｄémocratique et Socialiste de la Résistance）・社会共和派（CNRS / Centre National des Républicains Sociaux）と「共和戦線」（RF / Republican Front）を結成、議会内の「第三勢力」を形成し存在感を保った。これを背景に1956年1月、ギー・モレ政権が成立、第四共和政では最も安定した社会党政権となった（～1957年5月）。しかし同政権はスエズ戦争やアルジェリア独立戦争に直面して失点を重ね、これらの問題をめぐって党内にも深刻な対立が生じた。
アルジェでの反乱をきっかけに政界に復帰したド＝ゴールが1958年首班として組閣すると、翌1959年SFIOは国務相のギー・モレを入閣させ、第五共和国憲法の制定にも協力したが、このような党主流派の政策に不満なデプルー（Édouard Depreux）らは離党し自治社会党（PSA / Parti Socialiste Autonome）を結成した。しかしSFIO自体は第五共和政発足後、急速に反ド＝ゴールに傾き下野、急進党などとともに民主社会左翼連盟（FGDS / Fédération de la gauche démocrate et socialiste）を結成、FGDSは1965年の大統領選挙で共産党とともにフランソワ・ミッテラン候補（共和制度協議会（CIR / Convention des Institutions Républicaines））を推し、当選には至らなかったものの第2回投票で当選者ド＝ゴールの得票率55％に対して45％を獲得する善戦を果たした。そして1967年の総選挙では社共提携が功を奏して、SFIOは116名の議席を有する野党第一党の地位を占めた。

### 新社会党（PS）への移行
しかし翌1968年、ド＝ゴール体制に対する積年の大衆の不満を背景に五月革命が爆発すると情況は一変する。この時期社共などの左翼陣営は長期的ヴィジョンを欠いており有利な情勢を切り開くことができず、直後の6月総選挙では「体制危機」の名の下に結束したド＝ゴール派の反撃にあって予想外の大敗を喫する失態を演じた。こうした状況の下、SFIO内部では従来の社会党を解消し、FGDSを改組して新たな社会党の結成に向かうべきであるとの議論が高まり、同年12月のSFIOピュトー大会で新党結成のための「諸原則の宣言」が採択された。
SFIO主流派であるギー・モレ派は、FGDSを構成するサヴァリ（Savary）派すなわち左翼革新クラブ連合（UCRG / Union des Clubs pour le Renouveau de la Gauche）とともにいち早く新社会党の設立大会を開催、これを基盤にFGDS加盟のポプラン（Poperen）派（社会主義クラブ連合（UGCS / Union des Groupes et Clubs Socialistes））も参加する1969年7月のイシー・レ・ムリノー大会における主導権を握ろうとした。この間、6月の大統領選挙でSFIO候補ガストン・ドフェールはわずか5％しか得票することができないまま大敗した。その直後のイシー・レ・ムリノー大会はサヴァリを第一書記（党首）に選出するとともに書記長ギー・モレの退陣を決定、これによりSFIO・UCRG・UGCSは新たな社会党（PS）へと統合・移行した。残るミッテラン派（CIR）との合同は新党成立後の1971年6月のエピネ大会まで持ち越されることになった（以降は社会党 (フランス)を参照のこと）。